# 장승포동
장승포동(長承浦洞)은 경상남도 거제시의 행정동이자 법정동이다. 장승포동의 전부와 법정동 두모동의 일부를 관할하고 있다.
외지 출신의 비중이 높은 거제도에서 원주민의 거주 비중이 상대적으로 높은 지역이어서 토착적 성향이 강하며, 해상교통의 거점 지역 및 관광, 문화, 교육적 특성이 강한 동이다.

## 역사
장승포동 지역은 677년(신라 문무왕 17년) 상군(裳郡)에 속하는 거로현이었고, 757년(경덕왕 16년) 거제군의 속현으로 아주현이라 하고 관청을 두었으며, 아주성을 쌓았다. 1271년(고려 원종 12년)에 왜구의 침범으로 아주현 주민들은 모두 거창현 동부의 가조(加祚)로 피난갔다가 1422년(조선 세종 4년)에 돌아왔다.
인구가 적어 2016년 5월 1일에 마전동과 합동하였다.

## 교통
- 장승포시외버스터미널

## 법정동
- 장승포동
- 두모동 (서부)

## 아파트
- 대한주택공사
  - 장승포주공 - 1998년 6월 입주 /

## 교육
- 거제대학교 (장승포동)

## 관광
- 거제문화예술회관
- 장승포항